# Bir Zeit
Bir Zeit (Arabisch: بيرزيت ) is een Palestijnse stad op de Westelijke Jordaanoever. Onder meer The Palestinian Museum is er gevestigd. Nabij Bir Zeit bevindt zich eveneens de universiteit van Bir Zeit.